# Uegitglanis zammaranoi
Uegitglanis zammaranoi е вид лъчеперка от семейство Clariidae, единствен представител на род Uegitglanis. Видът е световно застрашен, със статут Уязвим.

## Разпространение
Видът е ендемичен за Сомалия, където се среща само в пещери близо до реките Джуба и Шебел.